# Алиабаде-Вали
Алиабаде-Вали (перс. علی‌آباد والی‎) — село на севере Ирана, в остане Тегеран. Входит в состав шахрестана Демавенд. Является частью дехестана (сельского округа) Терруд бахша Меркези.

## География
Село находится в восточной части остана, к югу от автодороги 79, на расстоянии приблизительно 2 километров (по прямой) к юго-востоку от города Демавенд, административного центра шахрестана. Абсолютная высота — 1888 метров над уровнем моря.

## Население
По данным переписи 2006 года население села составляло 57 человек (29 мужчин и 28 женщин). В Алиабаде-Вали насчитывалось 19 домохозяйств. Уровень грамотности населения составлял 57,1 %. Уровень грамотности среди мужчин составлял 57,1 %, среди женщин — 57,1 %.
В 2016 году в селе имелось 18 домохозяйств и проживало 62 человека (35 мужчин и 27 женщин).